# Jan van Halderen
Johannes Pieter (Jan) van Halderen (Delft, 5 juli 1935) is een Nederlandse beeldhouwer.

## Leven en werk
Johannes Pieter van Halderen kreeg door de Tweede Wereldoorlog nauwelijks een goede opleiding en is als kunstenaar een autodidact. In 1952 kreeg hij een baan aan de Technische Universiteit Delft, waar hij in contact kwam met de beeldhouwer Oswald Wenckebach. Wenckebach heeft zijn werk sterk beïnvloed. Van Halderen gaf teken- en boetseerlessen en ging zelf beeldhouwen. In de jaren vijftig werd hij lid van de Delftse Vereniging voor Schone Kunsten genaamd 'De Kring'. Deze leden hielden verschillende exposities en kunstmarkten in Delft. In de jaren zestig was hij lid van de 'Zuid Hollandse Beeldhouwers', een groep kunstenaars die de mensen op een zodanige wijze met beelden in contact wil brengen dat deze in hun dagelijkse gedachten worden opgenomen.
Van Halderen heeft beelden gemaakt in terracotta, beton, brons en steen. Hij maakte onder andere werken voor de openbare ruimte in Hellevoetsluis ( De rattenvanger van Hamelen in 1962), in Stompwijk ( vier beton plastieken genaamd De jeugd in haar spel in 1963), in Leidschendam ( het beeld Rugby in 1964), Voorthuizen ( De avondvierdaagse in 1964, later in 1971 verhuisd naar Delft), in Lopik (Bijeenkomst in 1965) en Delft (Het Fabelmens en De Gokkers in 1969, en De Operatie in 1977). Latere werken goot hij in brons, waarbij hij gebruik maakte van de verlorenwasmethode (cire perdue).

## Galerij

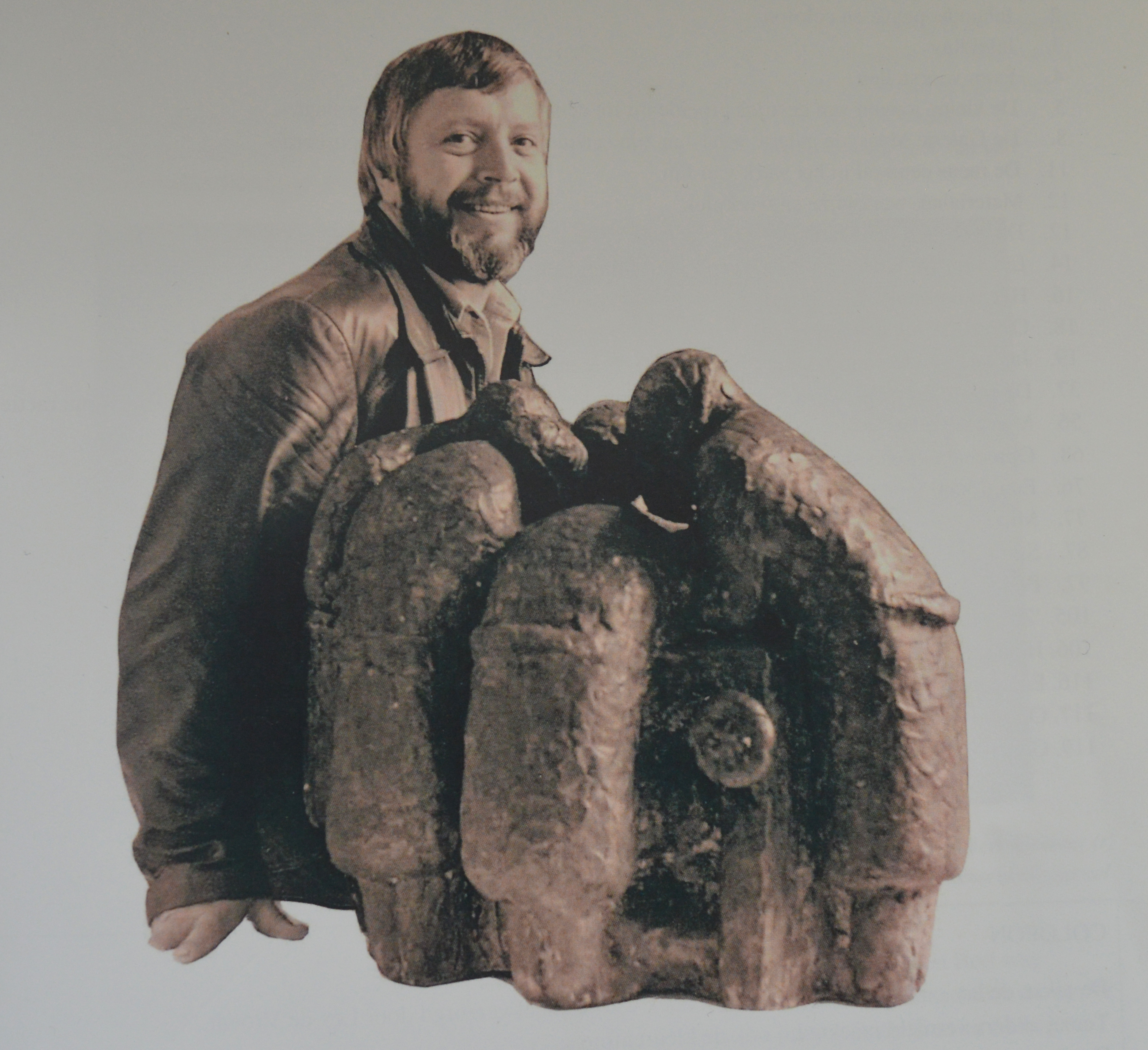
Jan van Halderen met het bronzen beeld De Operatie
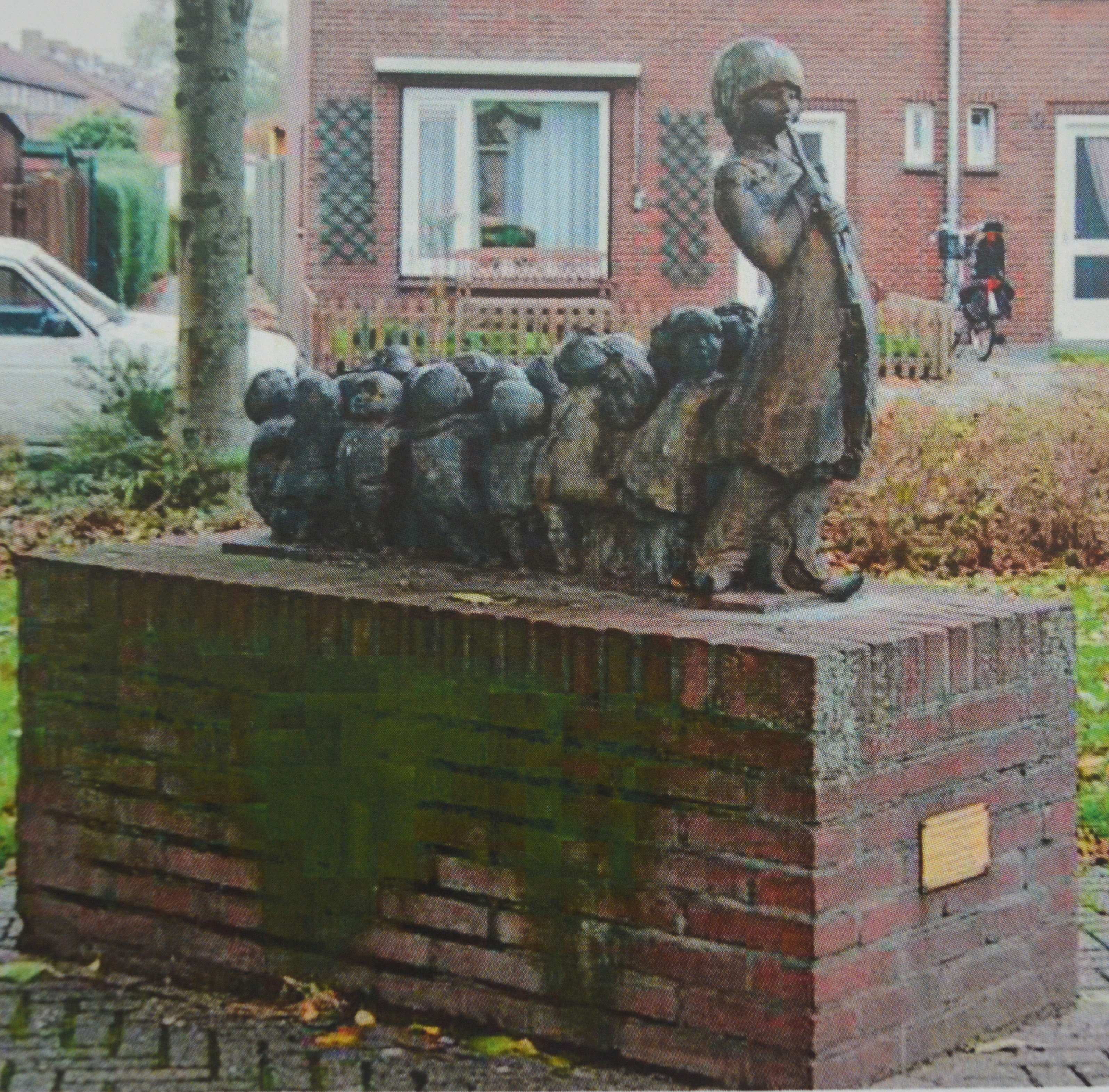
Het beeld De Rattenvanger van Hamelen, Hellevoetsluis 1962
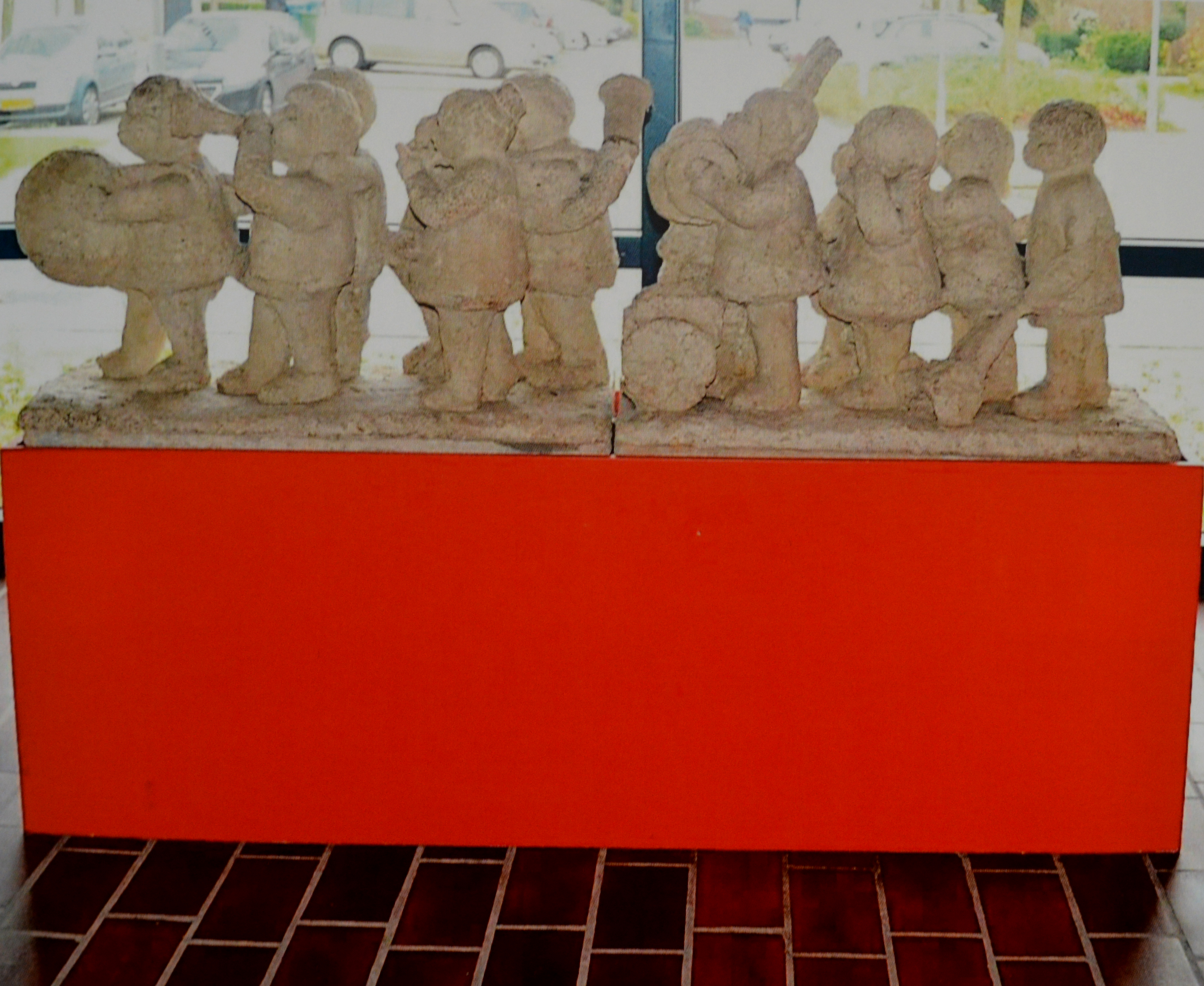
Het beeld De Avondvierdaagse, Voorthuizen 1964, later geplaatst in Delft 1971
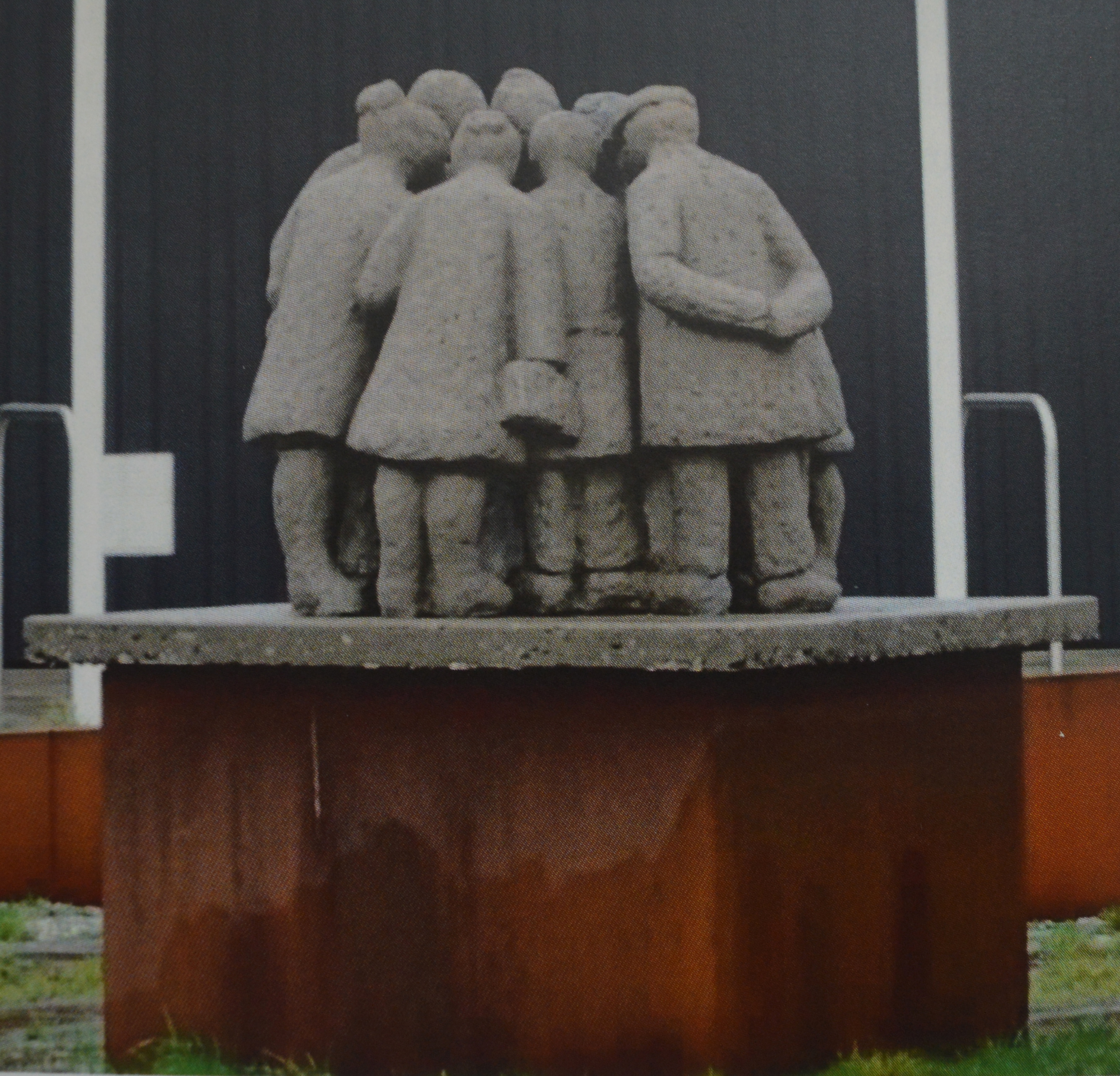
Het beeld De Bijeenkomst, Lopik 1965
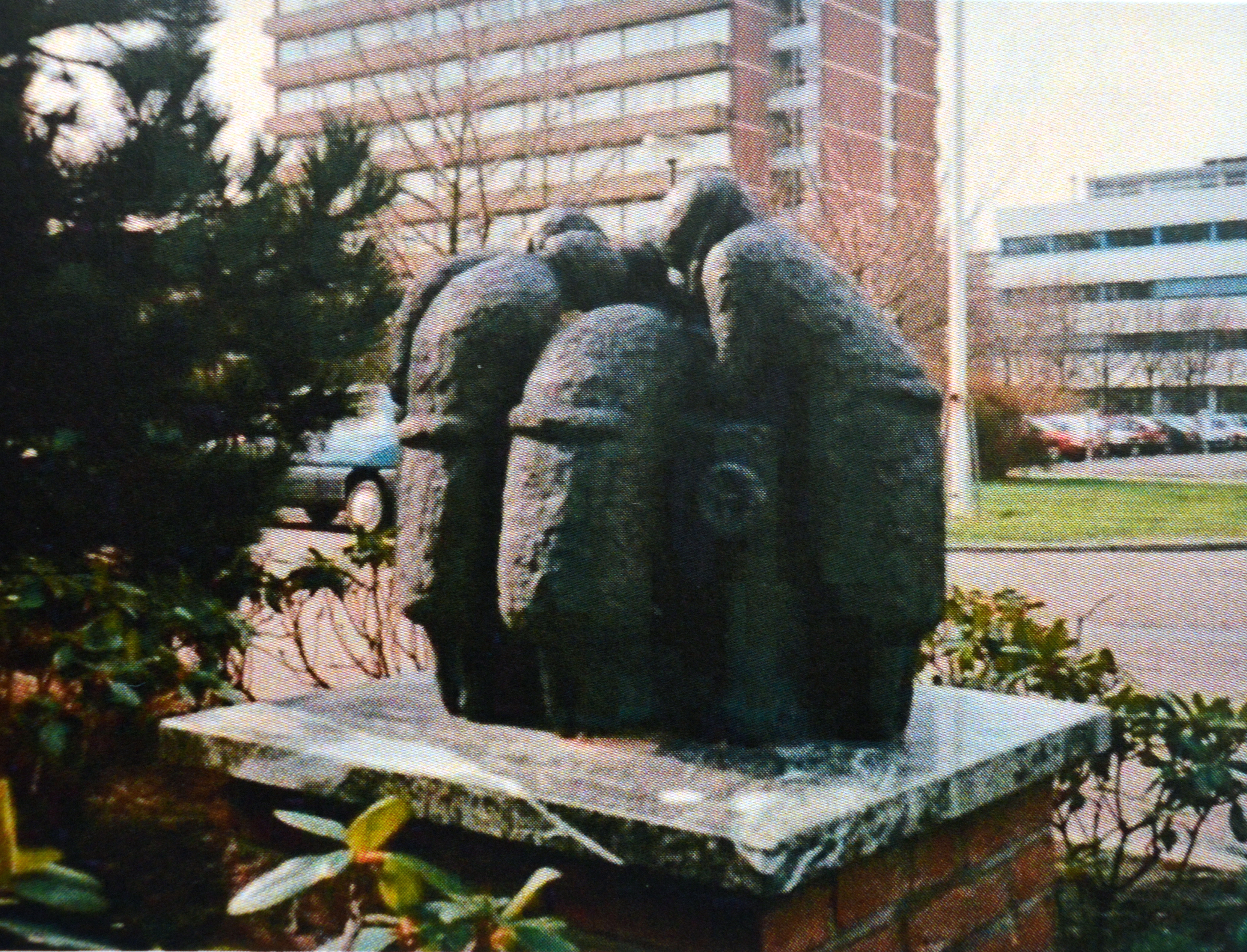
Bronzen beeld De Operatie, Delft 1977
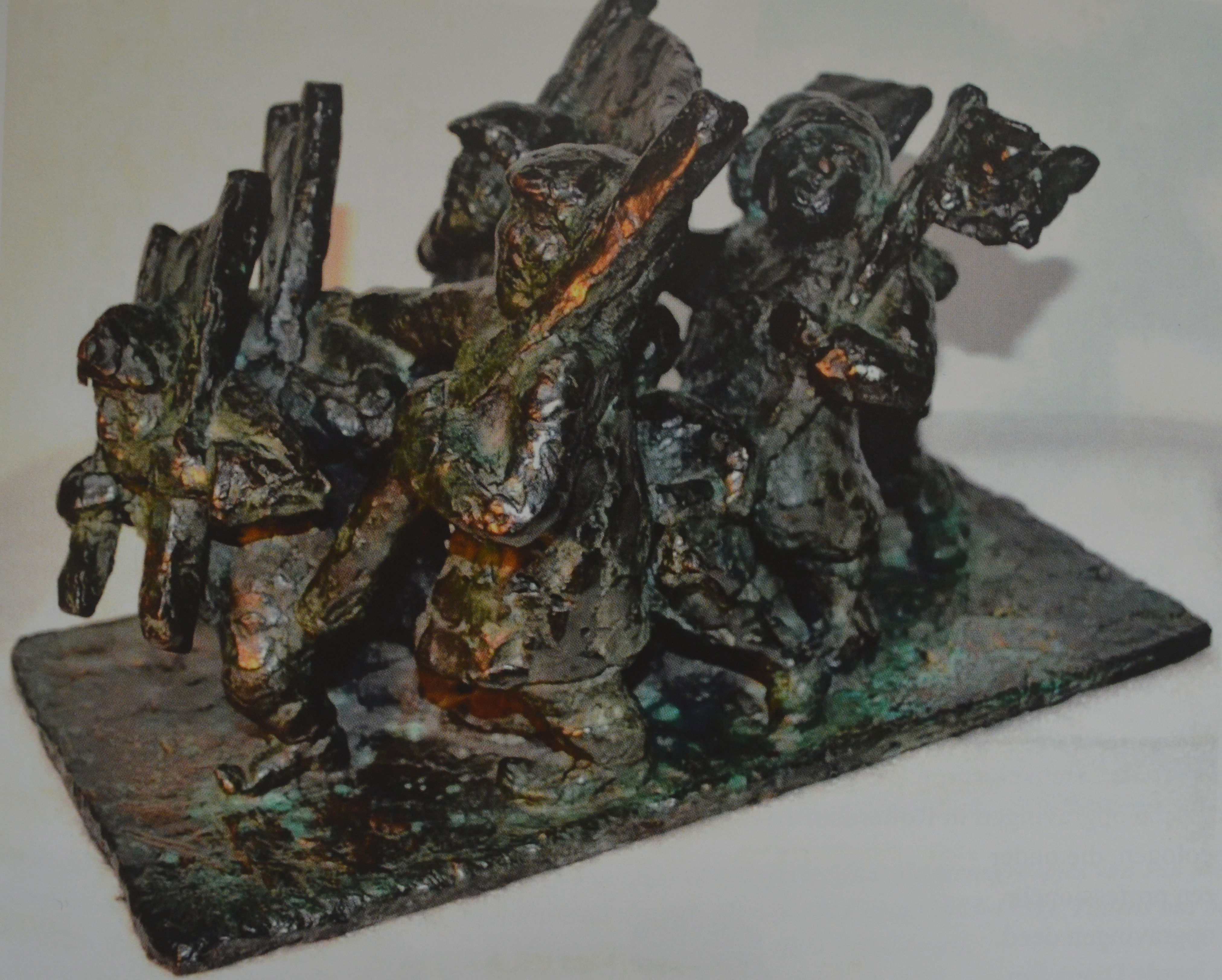
Bronzen beeld De Protesttocht, 1980
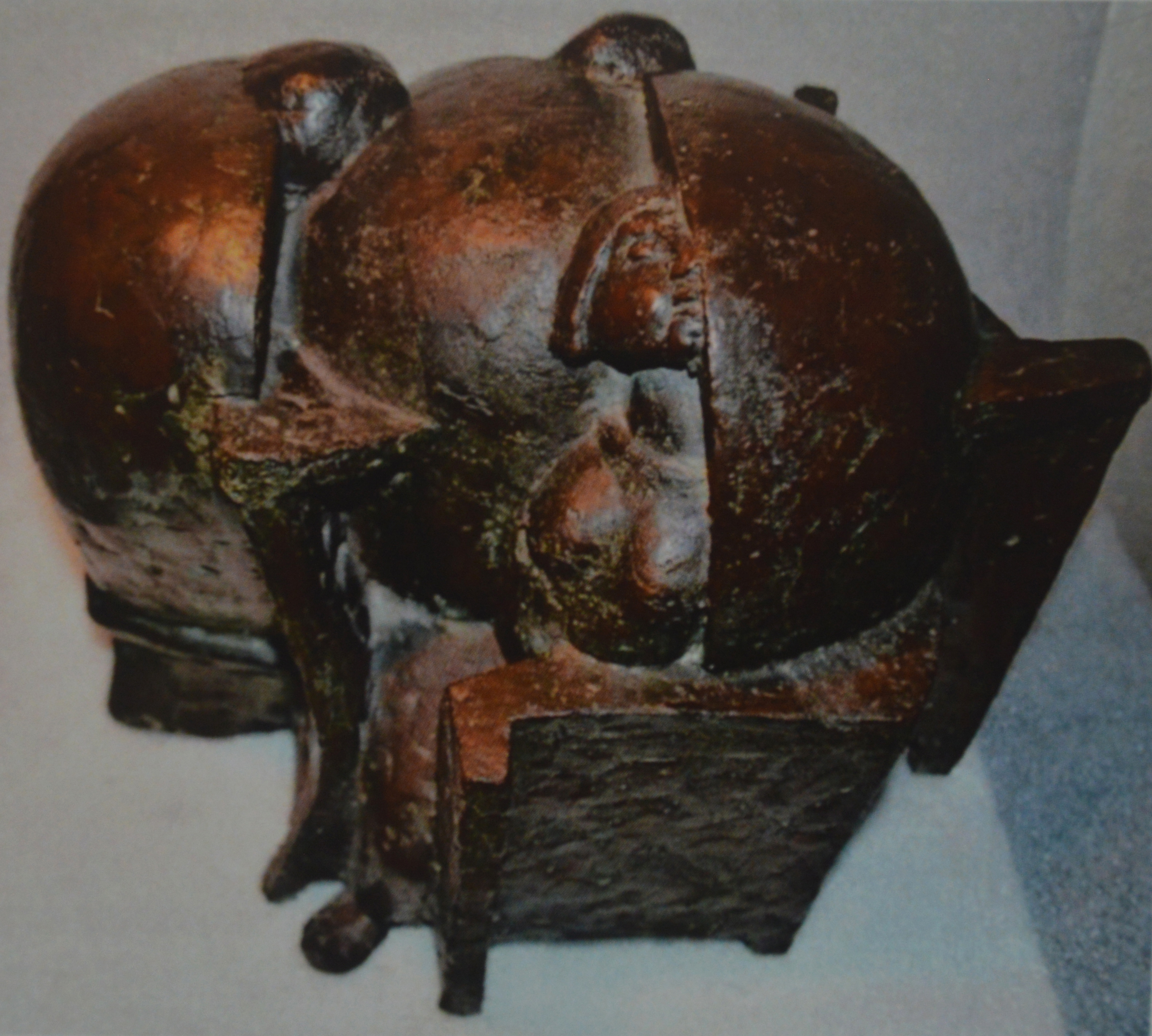
Bronzen beeld, Drie vrouwen in Strandstoel, 1990
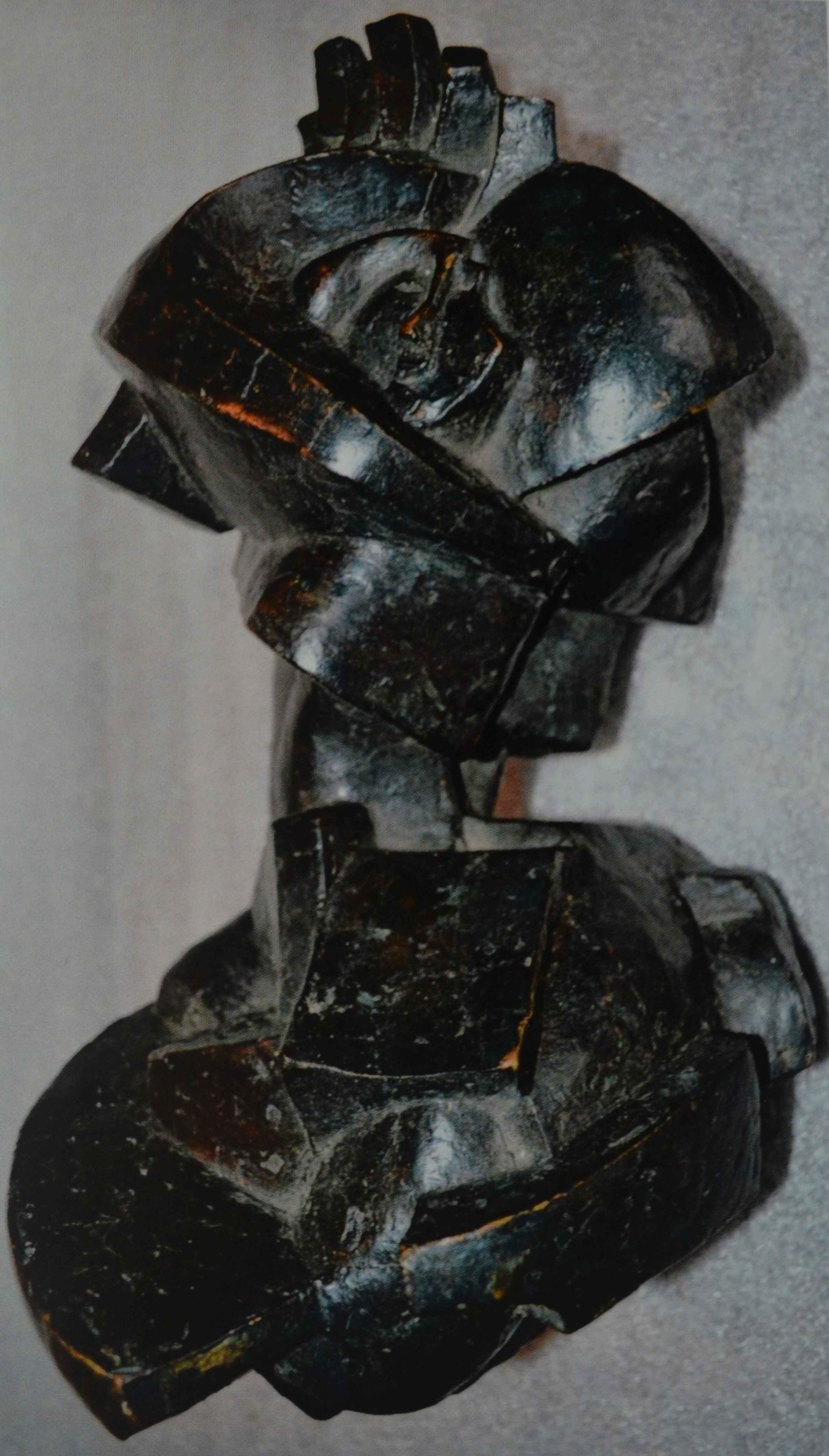
Bronzen Kubistisch beeld vrouw in strandstoel, 1990
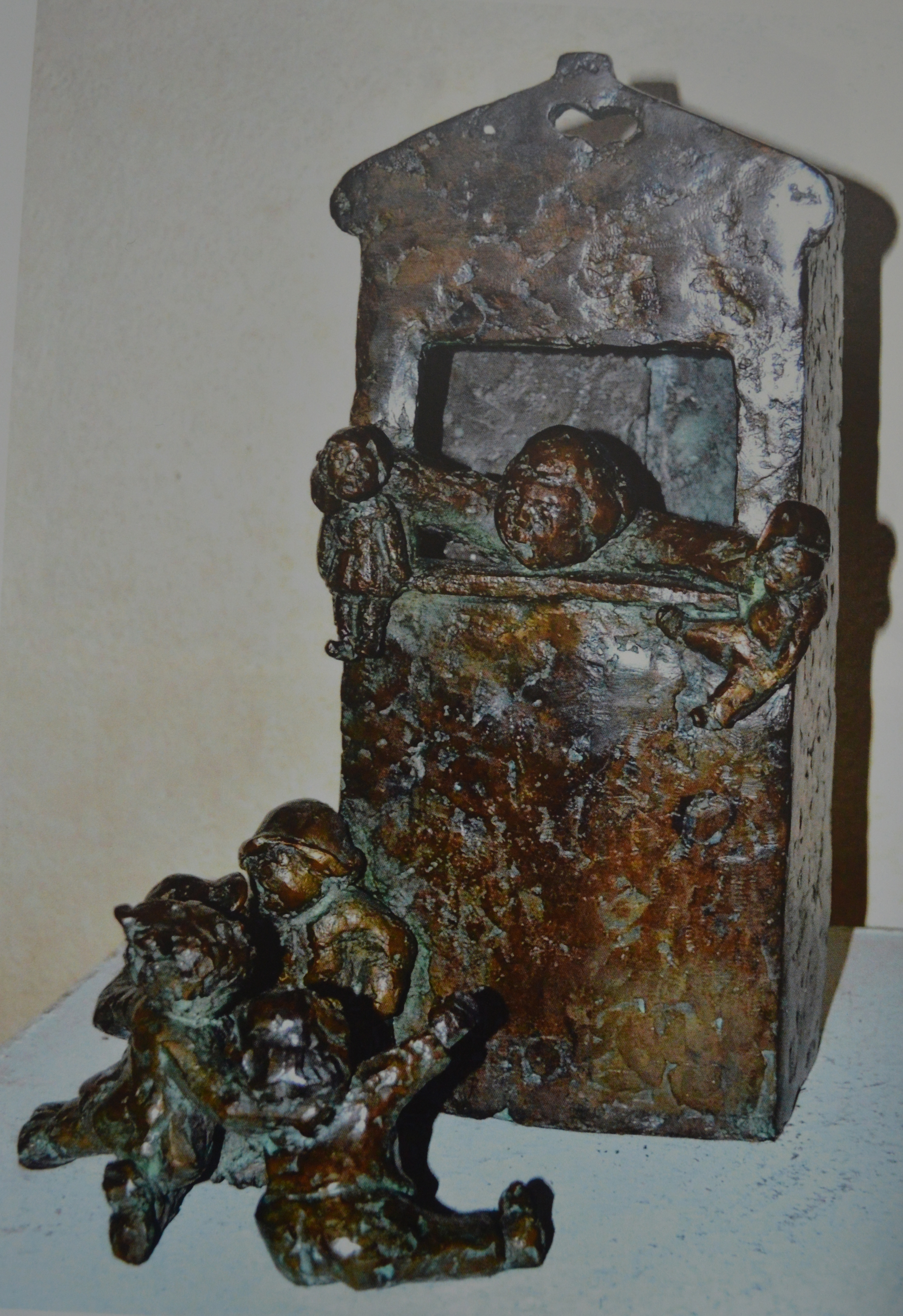
Bronzen beeld De Poppenkast, Jan Klaasen en Katrijn, 2000
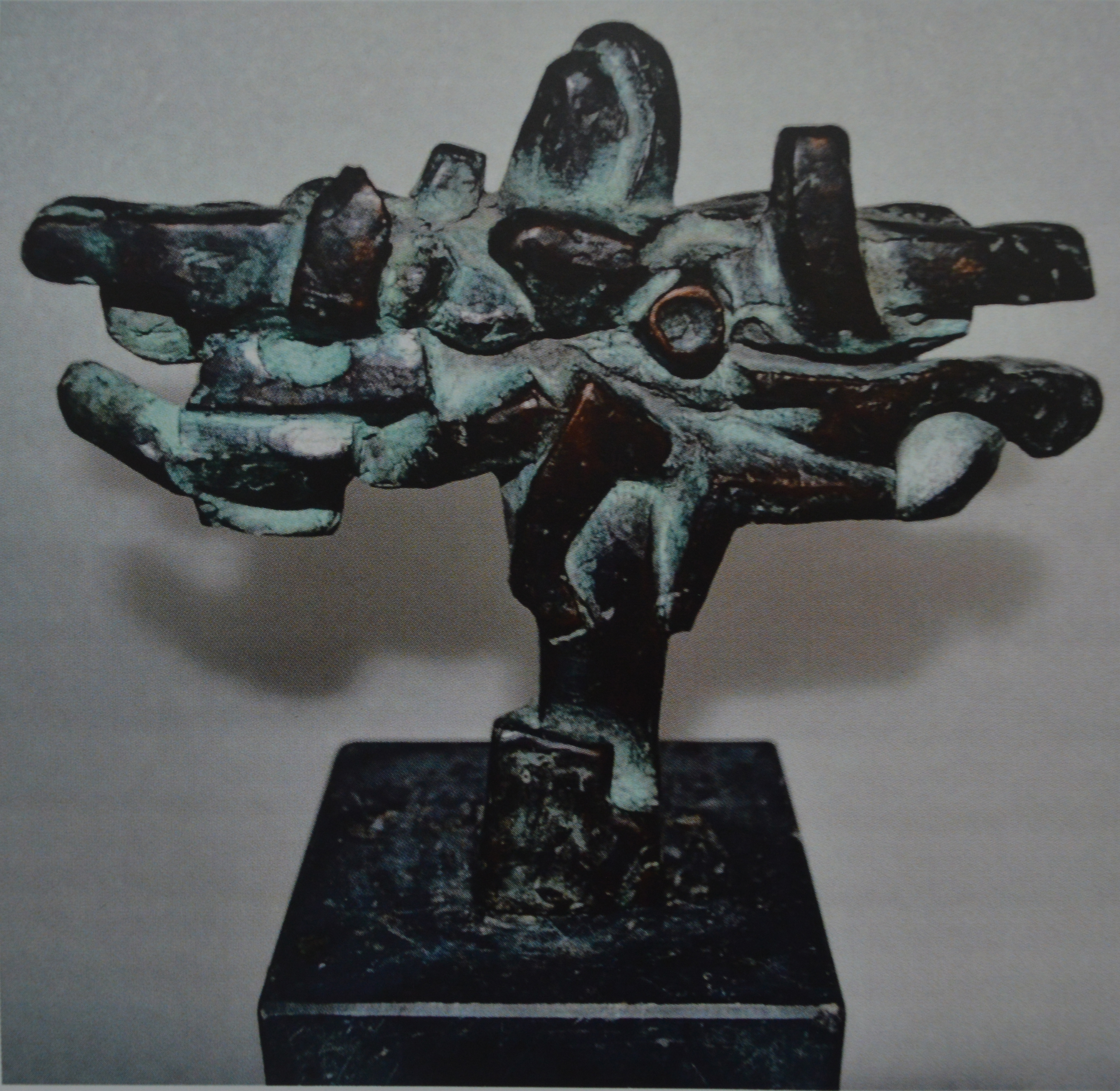
Bronzen abstract beeld, 2000
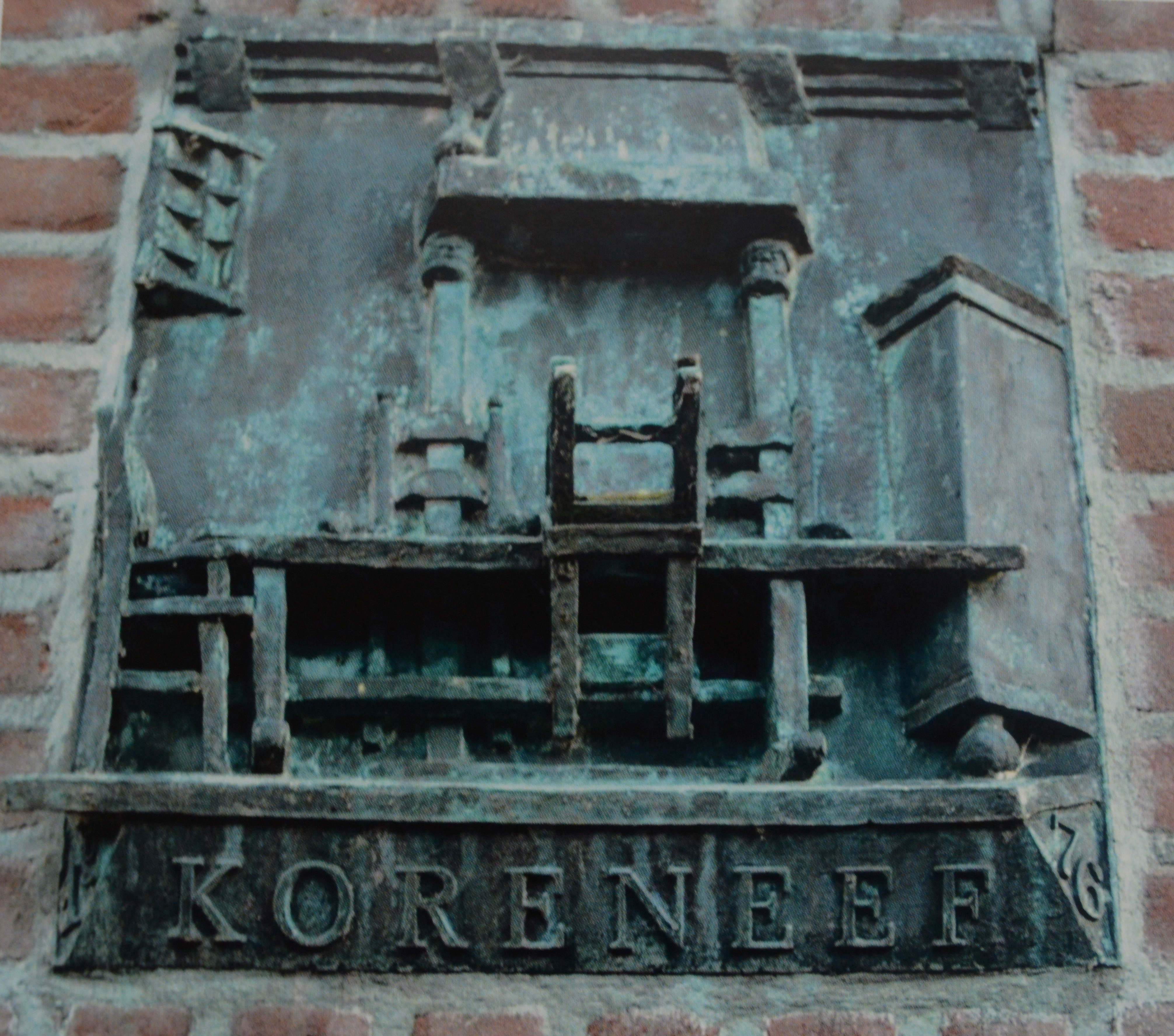
Bronzen gevelsculptuur, Gasthuislaan te Delft 1976